# Relations entre le Danemark et la Finlande
Les relations entre le Danemark et la Finlande sont des relations bilatérales entre deux États membres de l'Union européenne. 

## Histoire

### Union de Kalmar (1397-1523)
Au XIVe siècle, la Suède possédait le territoire occupé par l'actuelle Finlande et, par conséquent, lorsque l'Union fut créée par Marguerite Ire de Danemark en 1387, les régions occupées par l'actuel Danemark et l'actuelle Finlande furent intégré dans la même entité.
Cette situation persistera jusqu'à la guerre suédoise de libération, qui débuta en 1521, et qui se conclut par l'indépendance suédoise (et donc de ses territoires finlandais) de l'union de Kalmar.

### Danemark-Norvège et Suède-Finlande (1523-1809)
Entre 1523 et 1809, un ensemble de conflits éclatent entre les royaumes de Danemark-Norvège et de Suède-Finlande. Ces conflits culmineront par la guerre de Finlande, lors de laquelle le Danemark soutiendra l'Empire russe face à la Suède. Ce conflit entrainera la perte de la Finlande au Danemark au profit de l'Empire russe.

### XXesiècle
Le Danemark a reconnu l'indépendance de la Finlande le 10 janvier 1918 et les relations diplomatiques ont été officiellement établies le 18 février suivant.

## Coopérations thématiques

### Économie
La valeur des exportations finlandaises au Danemark était de 1 380 milliards d'euros en 2008, tandis que celle des exportations danoises en Finlande était de 1 453 milliards d'euros.

### Culture
Le Fonds de la culture nordique (da) et le Fonds culturel finno-danois soutiennent des projets d'artistes des deux pays.

## Coopération multilatérale
Les deux pays sont membres du Conseil nordique, de l'Union européenne, de l'Union nordique des passeports et du Conseil des États de la mer Baltique. 

## Fonctionnement

### Représentations
Le Danemark possède une ambassade à Helsinki tandis que la Finlande en possède une à Copenhague,.

### Visites
Le Premier ministre finlandais Matti Vanhanen a visité le Danemark le 12 octobre 2007. Son homologue danois Lars Løkke Rasmussen s'est rendu en Finlande le 10 février 2010, durant le Sommet de la mer Baltique.

## Sources
- (en) Cet article est partiellement ou en totalité issu de l’article de Wikipédia en anglais intitulé « Denmark-Finland relations » (voir la liste des auteurs).

## Compléments